# Regierungsbezirk Eger

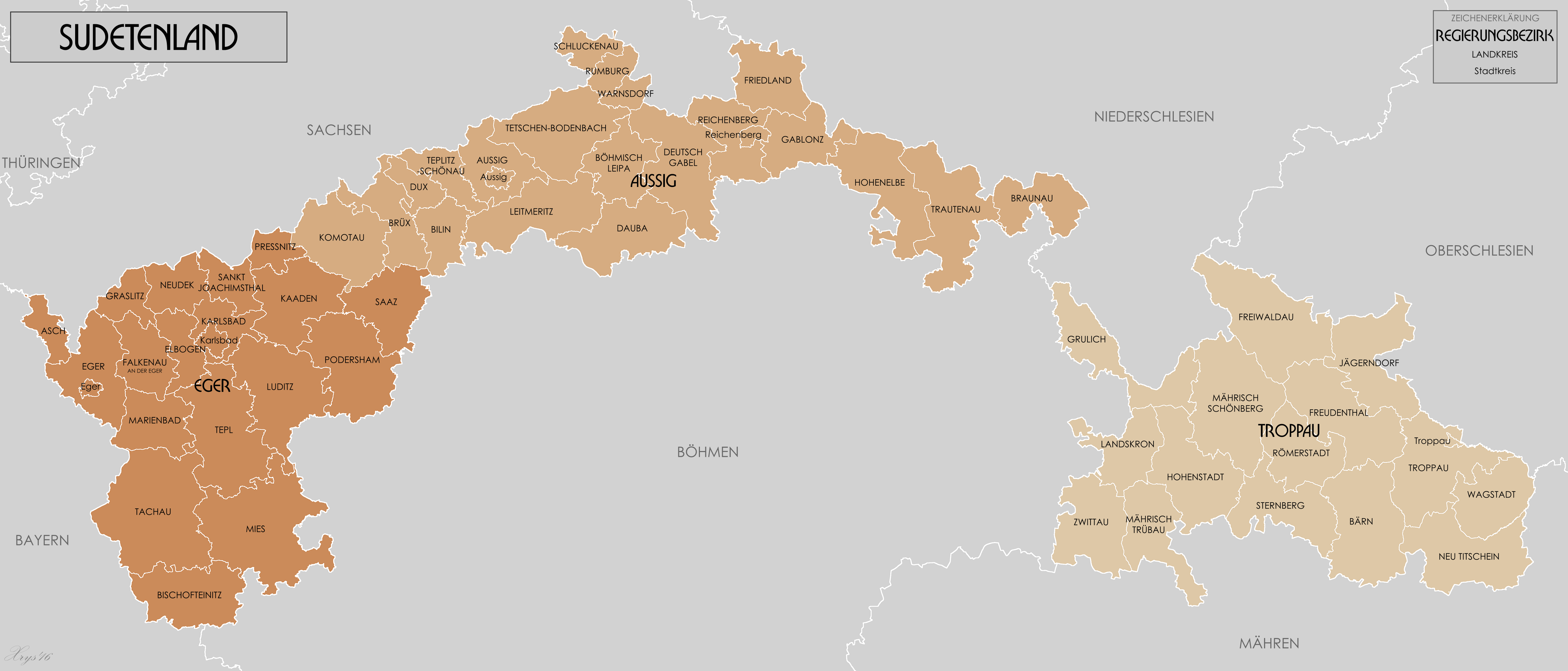
Verwaltungskarte des Reichsgaus Sudetenland mit Land- und Stadtkreisen (1944)

Der Regierungsbezirk Eger war eine Verwaltungseinheit des Reichsgaues Sudetenland im Deutschen Reich. Sie lag auf dem Gebiet der heutigen Tschechischen Republik. Sitz des Regierungsbezirks war Karlsbad.

## Geschichte
Der Regierungsbezirk Eger bestand in den Jahren 1939 bis 1945.
Nach Kriegsende wurde das Gebiet wieder Teil der Tschechoslowakei, die Deutschen wurden aufgrund der Benesch-Dekrete im Zuge der Vertreibung der Deutschen aus der Tschechoslowakei enteignet und zum Verlassen des Gebietes gezwungen.

## Chef der Zivilverwaltung (CdZ)
1938–9999: Harald Turner (1891–1947) 

## Regierungspräsident
1938–1940: Wilhelm Sebekovsky (1906–1981) 
1940–1945: Karl Müller

## Verwaltungsgliederung
| Name                           | Fläche (km²) | Bevölkerung (Stand: 17. Mai 1939) |
| ------------------------------ | ------------ | --------------------------------- |
| Stadtkreis Eger                | 24,41        | 35.507                            |
| Stadtkreis Karlsbad            | 46,12        | 53.311                            |
| Landkreis Asch                 | 141,83       | 44.690                            |
| Landkreis Bischofteinitz       | 502,72       | 35.484                            |
| Landkreis Eger                 | 430,90       | 43.270                            |
| Landkreis Elbogen              | 207,61       | 37.393                            |
| Landkreis Falkenau an der Eger | 291,58       | 58.559                            |
| Landkreis Graslitz             | 171,65       | 35.484                            |
| Landkreis Kaaden               | 560,69       | 50.257                            |
| Landkreis Karlsbad             | 196,81       | 34.068                            |
| Landkreis Luditz               | 617,75       | 30.157                            |
| Landkreis Marienbad            | 329,09       | 33.692                            |
| Landkreis Mies                 | 891,04       | 68.513                            |
| Landkreis Neudek               | 242,32       | 36.001                            |
| Landkreis Podersam             | 579,51       | 39.903                            |
| Landkreis Saaz                 | 409,45       | 44.286                            |
| Landkreis Sankt Joachimsthal   | 258,60       | 32.242                            |
| Landkreis Tachau               | 903,20       | 56.490                            |
| Landkreis Tepl                 | 661,51       | 35.993                            |